# Eduardo Guerrero (football)
Pour les articles homonymes, voir Eduardo Guerrero.
Eduardo Guerrero est un footballeur panaméen né le 21 février 2000 à Panama City. Il évolue au poste d'attaquant avec le club ukrainien du Dynamo Kiev.

## Carrière

### En club
En 2016, il commence sa carrière professionnelle au Chorrillo FC, devenu en 2018 le CD Universitario. Il est prêté pour la saison 2018-2019 au club israélien du Maccabi Tel-Aviv.

### En sélection
Il joue son premier match en équipe du Panama le 24 octobre 2017, contre Grenade en amical (victoire 0-5).

## Palmarès
- Champion du Panama en 2017 (tournoi d'ouverture) avec le Chorrillo FC